# 香川照之の昆虫すごいぜ!
『香川照之の昆虫すごいぜ!』（かがわてるゆきのこんちゅうすごいぜ!）は、2016年から2022年まで不定期で特別番組として放送されていたNHK Eテレの教養番組。俳優兼歌舞伎役者の香川照之の冠番組であり、香川が昆虫を紹介する内容である。2022年4月10日から8月21日まで毎週日曜夕方18時05分からNHK総合で放送されていた『香川照之の昆虫すごいZ!』（かがわてるゆきのこんちゅうすごいゼット!）についても解説する。

## 概要
「人間よ、昆虫から学べ!」を番組テーマとしており、番組の最後に香川照之が昆虫より編み出した教訓を説く。
おおよそ、以下のコーナーで構成される。なお、番組内では「昆虫だいすき!」「オレの話を聞けええ」以外のコーナー名は付いていない。
- メインコーナー
香川照之が番組用に自ら監修したカマキリを模した着ぐるみで「カマキリ先生」に扮し、題材となる昆虫の生態をユーモアや熱弁を交えて共演者に説明する。共演者は主に、男女の子役2人が務める。
着ぐるみはメスをモデルにしており、他の出演者に対し、自身を“お母さん”と呼ぶように発言していた[1]。着ぐるみはマイナーチェンジが繰り返されており、3時間目には緑色から茶色になった。
特別編ではこのコーナーは設けられてこなかったが、2021年元旦放送の「お正月はカマキリより愛をこめて」では収録された。
- 捕獲コーナー
その回の題材となる昆虫を、香川が自ら捕獲しに行く。この時、香川は緑系の服装にカマキリの頭部分だけを着けて行動する。「ドラゴンクエスト」のBGMが使われる事が多く、探索時にはフィールド曲、発見時には戦闘テーマ曲、捕獲に成功した際にはレベルアップの曲が流れる。
特別編は、このコーナーがほぼ全編を占める。
- 実験コーナー
題材となった昆虫の能力を解説するために、「もし昆虫が人間のサイズだったら」という前提による実験をするロケコーナー。香川の服装は捕獲コーナーと同様。実験では香川がクレーンでつり上げられたり[1]、レーサーの運転する車に同乗し高速旋回を体験したりする。
- 昆虫だいすき!
香川が昆虫に対する思い入れや生態などについて熱弁を振るう。香川がホワイトボードを用いて解説する。他のコーナーとは完全に独立しており、香川以外の共演者はワイプも含めて登場しない他、話の内容もその回の題材の昆虫とは限らない。
話の脱線が多いため放送では大幅にカットされており、最終的には一見すると昆虫とは無関係の文言がボードに書き残されている場合もある。2時間目のタガメ編では、ボード上の「ウルトラセブン」「キングジョー」といった言葉が視聴者の反響を呼び、特別編の「出動!タガメ捜査一課」にてタガメ編の未公開部分を放送する措置が取られた[2]。
- オレの話を聞けぇぇ
オオカマキリの成長の様子を題材に、香川がひたすら喋るコーナー。2020年正月スペシャルにて香川が提案し、同年5月6日放送分で初回が放送された。当初はNHK局内やスタッフ自宅などで映像が撮影され、その後オオカマキリの飼育専用施設「メゾン・ドゥ・カマキリ」が作られた。

### 制作のきっかけ
番組が制作されるきっかけになったのは、2016年5月に放映された『櫻井・有吉 THE夜会』（TBSテレビ）である。ゲスト出演した香川が「カマキリ先生」に扮して昆虫について解説した際に、「教育テレビでの番組制作を希望する」とのコメントを述べた。
これを見た番組チーフプロデューサーの大古滋久が翌日にNHKの編成に提案し、同日すぐに香川の事務所と連絡を取ったところ、香川は2時間も昆虫についての熱弁を振るい、番組制作が決まった。大古は、前記の屋外ロケなどには教育テレビが長年培ったノウハウが生かされていると述べている。
香川は番組で「本当にやりたい仕事とめぐりあえました」と述べたほか、「これが僕の代表作です」と話しているともいう。

### 反響
2016年10月の放映後はYahoo!リアルタイム検索ワードで第1位になり、メールや電話での感想も200件以上寄せられるなど、大きな反響を呼び起こした。これを受けて2017年5月に第2弾が放映され、NHKのプロデューサーはシリーズ化も実現させたいと述べた。
同年6月には特別編「出動!タガメ捜査一課」の制作が発表され、同年8月12日に放送された。以降、ゴールデンウィークと10月に本編、元日と夏頃に特別編の年4本のペースで放送されている。2017年以降の大晦日には「お正月スペシャル」の番組宣伝を兼ねて「春・夏・秋」の回を一挙再放送している。
2018年1月4日には前述の通り番組誕生のきっかけになったTBSテレビの『櫻井・有吉のTHE夜会』にEテレ製作のカマキリ先生の衣装のまま、テレビ局の壁を越えて出演、更にTBSテレビの予算で新たに製作したハナカマキリの衣装も初登場した。
2019年8月1日には、特別編としてNHK総合に初めて進出。NHKスペシャル『香川照之の昆虫"やばいぜ!"』として、コスタリカでの昆虫採集の模様と「昆虫カタストロフィ」と呼ばれる世界規模の昆虫の数の減少について放送した。
2020年8月21日に放送された「8時間目」の回では、ナレーションの中に、当時香川が出演中だったドラマ『半沢直樹』の台詞を彷彿させるフレーズが使われていた。

## 香川の不祥事による影響
香川のプライベートにおける不適切とされる行動が報じられ、自身も謝罪を行った後の2022年9月1日、NHK会長の前田晃伸は定例記者会見において、当番組に関し「番組そのものはよいと思っている。だからといって（出演者が）何をやってもいいとはならない」と述べ、番組の評価とは別に香川の行動を「あってはならないこと」とする見解を示した。NHK側は2022年9月1日の時点で、当番組がすでに終了し再放送の予定もないとしている。NHKは9月2日に「NHK for School」のウェブサイトで公開していた当番組の動画を削除した他、NHKプラスクロスSHIBUYA（東京・渋谷スクランブルスクエア）で開催中のイベント「NHK for School展」（8月1日 - 10月31日）で展示していた当番組関連の展示を差し替えることを発表した。

## 放映リスト

### NHK Eテレ
| 回 | 初回放送日時                | タイトル                                         | テーマ                          | サブコーナー                                 | 備考 |
| -- | --------------------------- | ------------------------------------------------ | ------------------------------- | -------------------------------------------- | --- |
| 1  | 2016年10月10日 9:00 – 9:30  | 1時間目 トノサマバッタ                           | トノサマバッタ                  | 昆虫だいすき：クマゼミ                       | 2017年12月31日9:00 - 11:00に4回分を一挙再放送。 2018年4月30日 - 5月3日の18:55 - 19:25に4日連続再放送。          |
| 2  | 2017年5月5日 9:00 – 9:30    | 2時間目 モンシロチョウ                           | モンシロチョウ                  | 昆虫だいすき：タガメ                         | 2017年12月31日9:00 - 11:00に4回分を一挙再放送。 2018年4月30日 - 5月3日の18:55 - 19:25に4日連続再放送。          |
| 3  | 2017年8月12日 9:30 -10:00   | 特別編 出動!タガメ捜査一課                       | タガメ                          |                                              | 2017年12月31日9:00 - 11:00に4回分を一挙再放送。 2018年4月30日 - 5月3日の18:55 - 19:25に4日連続再放送。          |
| 4  | 2017年10月9日 9:00 – 9:30   | 3時間目 オニヤンマ                               | オニヤンマ                      | 昆虫だいすき：変態                           | 2017年12月31日9:00 - 11:00に4回分を一挙再放送。 2018年4月30日 - 5月3日の18:55 - 19:25に4日連続再放送。          |
| 5  | 2018年1月1日 9:00 – 9:44    | 特別編 カマキリ先生☆マレーシアへ行く             | マレーシア                      | 昆虫だいすき：十二虫（十二支）               | 初の海外ロケ。44分の拡大版 2018年1月2日22:50 - 23:34に再放送。                                                  |
| 6  | 2018年5月3日 9:20 – 9:50    | 4時間目 クマバチ                                 | クマバチ                        | 昆虫だいすき：完全変態（カブトムシ）         | 2018年12月31日9:00 - 9:30に再放送。                                                                             |
| 7  | 2018年7月30日 9:00 – 9:30   | 特別編 実録!完全変態                             | 完全変態                        |                                              | 前回捕獲したカブトムシの幼虫の生育を追ったもの。 2018年10月7日0:00 - 0:30、2018年12月31日9:30 - 10:00に再放送。 |
| 8  | 2018年10月8日 9:00 – 9:30   | 5時間目 ハンミョウ                               | ハンミョウ                      | 昆虫だいすき：拝啓 カマキリ先生              | 放送時まで昆虫名は伏せられていた。 2018年12月31日10:00 - 10:30に再放送。                                        |
| 9  | 2019年1月1日 18:00 – 18:44  | お正月スペシャル カマキリ先生☆冬の森で初暴れ     | クワガタの幼虫                  | 昆虫だいすき：クワガタと人生                 | 44分の拡大版 2019年1月3日8:20 - 9:04に再放送。                                                                  |
| 10 | 2019年5月3日 9:00 – 9:30    | 6時間目 アリ                                     | アリ                            |                                              | 2019年12月31日10:10 - 10:40に再放送。                                                                           |
| 11 | 2019年8月12日 9:00 – 9:30   | 特別編 カマキリ先生☆コスタリカへ行く             | コスタリカ                      |                                              | 2019年12月31日10:40 - 11:10に再放送。                                                                           |
| 12 | 2019年10月14日 9:00 – 9:30  | 7時間目 キリギリス                               | キリギリス                      | 昆虫だいすき：東京で会いたい虫たち           | 2019年12月31日11:10 - 11:40に再放送。                                                                           |
| 13 | 2020年1月1日 9:00 – 9:44    | お正月スペシャル カマキリ先生☆冬の森でオサボリ!? | オサムシ                        |                                              | 44分の拡大版 2020年1月3日17:20 - 18:04に再放送。                                                                |
| 14 | 2020年5月6日 9:00 - 9:30    | 香川照之の“おうちで”昆虫すごいぜ!                | 昆虫図鑑の楽しみ方 昆虫お絵かき | 俺の話を聞けぇぇ：カマキリのふ化             | [ 23 ] |
| 15 | 2020年5月31日 16:20 - 16:50 | 香川照之の“おうちで”昆虫すごいぜ！リターンズ     | 視聴者からのおたより紹介        | 俺の話を聞けぇぇ：オオカマキリ幼虫の捕食     | [ 24 ] |
| 16 | 2020年7月23日 9:00 - 9:30   | 特別編 夏の森でクワガタ探し                      | クワガタ                        | 俺の話を聞けぇぇ：メゾン・ドゥ・カマキリ視察 | 2020年12月31日18:55 - 19:55に8時間目と合わせて再放送。                                                          |
| 17 | 2020年8月21日 9:15 - 9:45   | 8時間目 セミ                                     | セミ                            | 昆虫だいすき：作ってほしい!こんな図鑑        | [ 25 ] |
| 18 | 2021年1月1日 9:00 - 9:44    | お正月はカマキリより愛をこめて                   | オオカマキリ                    |                                              | 44分の拡大版 |
| 19 | 2021年5月5日 9:00 - 9:30    | 春だよ!課外授業はテントウムシ                    | テントウムシ                    |                                              | 寺田心が昆虫採集ロケに初参加。                                                                                  |
| 20 | 2021年8月9日 9:00 - 9:30    | 夏 カミキリムシに恋をした!                       | カミキリムシ                    |                                              | 2021年12月31日 13:30 - 14:00に再放送。                                                                          |
| 21 | 2021年11月3日 9:00 - 9:30   | 夕陽に赤とんぼを見たか                           | 赤とんぼ                        |                                              | [ 29 ] |
| 22 | 2022年1月1日 9:00 - 9:44    | お正月こそ見たい「ザ・完全変態」                 | 完全変態                        |                                              | 44分の拡大版 2022年1月9日15:45 - 16:24に再放送。                                                                |
| 23 | 2022年5月5日 9:00 - 9:30    | 春の女神 ギフチョウにひとめぼれ                  | ギフチョウ                      | ニホンミツバチ観察企画スタート!              | [ 31 ] |
| 24 | 2022年8月11日 9:00 - 9:45   | カマキリ先生☆石垣島へ行く                        | 石垣島                          |                                              | 45分の拡大版 |

#### カマキリ先生といた夏はベスト・オブ・すごいぜ!を打ち上げ祭
佐倉綾音がナレーターを担当
| 回 | 初回放送日時                | 再放送回                             | 備考                 |
| -- | --------------------------- | ------------------------------------ | -------------------- |
| 1  | 2021年8月14日 14:30 - 16:28 | 2時間目 モンシロチョウ               |                      |
| 1  | 2021年8月14日 14:30 - 16:28 | 特別編 カマキリ先生☆マレーシアへ行く |                      |
| 1  | 2021年8月14日 14:30 - 16:28 | 7時間目 キリギリス                   |                      |
| 2  | 2021年8月21日 14:30 - 16:28 | 8時間目 セミ                         |                      |
| 2  | 2021年8月21日 14:30 - 16:28 | 特別編 夏の森でクワガタ探し          |                      |
| 2  | 2021年8月21日 14:30 - 16:28 | お正月はカマキリより愛をこめて       |                      |
| 3  | 2021年8月28日 14:30 - 16:44 | 3時間目 オニヤンマ                   | ベストオブすごいぜ！ |
| 3  | 2021年8月28日 14:30 - 16:44 | 特別編 実録!完全変態                 |                      |
| 3  | 2021年8月28日 14:30 - 16:44 | 特別編 出動!タガメ捜査一課           |                      |
| 3  | 2021年8月28日 14:30 - 16:44 | 特別編 カマキリ先生☆コスタリカへ行く |                      |

### 香川照之の昆虫すごいZ!
| 回 | 初回放送日時                | タイトル             | トピックス                                                       | 備考                                                                               |
| -- | --------------------------- | -------------------- | ---------------------------------------------------------------- | ---------------------------------------------------------------------------------- |
| 1  | 2022年4月10日 18:05 - 18:43 | エゾゼミ             | エゾゼミを追い求めたメスのオオカマキリ1062日の記録               | [ 34 ]                                                                             |
| 2  | 2022年4月17日 18:05 - 18:43 | モンシロチョウ       | モンシロチョウをゲット／チョウ大実験／ひとりで虫とり             | 2017年5月5日放送「昆虫すごいぜ！」（2時間目 モンシロチョウ）の再構成               |
| 3  | 2022年4月24日 18:05 - 18:43 | テントウムシ         | テントウムシの星集め／アニメも始まったよ／カマキリ先生記者会見へ | 2021年5月5日放送「昆虫すごいぜ！」（春だよ!課外授業はテントウムシ）の再構成        |
| 4  | 2022年5月1日 18:05 - 18:43  | ミヤマクワガタ       | ミヤマクワガタにうっとり／寺田心の3分クッキング／夜のトラップ    | 2020年7月23日放送「昆虫すごいぜ！」（特別編 夏の森でクワガタ探し）の再構成         |
| 5  | 2022年7月31日 18:05 - 18:43 | カブトムシ           |                                                                  | 2018年7月30日放送「昆虫すごいぜ！」（特別編 実録!完全変態）の再構成                |
| 6  | 2022年8月7日 18:05 - 18:43  | タガメ               |                                                                  | 2017年8月12日放送「昆虫すごいぜ！」（特別編 出動!タガメ捜査一課）の再構成          |
| 7  | 2022年8月14日 18:05 - 18:43 | オニヤンマ           |                                                                  | 2017年10月9日放送「昆虫すごいぜ！」（3時間目 オニヤンマ）の再構成                  |
| 8  | 2022年8月21日 18:05 - 18:43 | マレーシアの昆虫たち |                                                                  | 2018年1月1日放送「昆虫すごいぜ！」（特別編 カマキリ先生☆マレーシアへ行く）の再構成 |

### NHK総合テレビ（特集）
| 初回放送日時               | タイトル                                    | 備考 |
| -------------------------- | ------------------------------------------- | --- |
| 2019年8月1日 19:57 - 20:42 | NHKスペシャル×「香川照之の昆虫"やばいぜ!"」 | 2019年8月4日17:00 – 17:45、2019年8月29日23:50 - 0:46（NET BUZZ）、2019年12月28日18:05 – 18:50に再放送。     |
| 2020年1月2日 21:00 - 22:00 | 「福山雅治×香川照之の生きものすごいぜ!」    | 『ホット・スポット 最後の楽園』と『昆虫すごいぜ!』の合同スピンオフ番組。2020年1月5日13:05 – 14:05に再放送。 |

## 出演者
- カマキリ先生：香川照之
- 子カマキリ
  - 寺田心（1時間目 - 8時間目、特別編：2021年正月、2021年11月、2022年8月）（昆虫すごいZ!　第2回～）
  - 山内芹那（1時間目）
  - 新谷あやか（2時間目・Nスペ）
  - 伊藤優衣（3時間目）
  - 前田亜美（4時間目）
  - 古橋舞悠（5時間目）
  - 高田夏帆（6時間目、2022年8月）
  - 石神澪（7時間目）
  - 石田桃香（8時間目）
  - ひかりんちょ（特別編：2021年正月）
  - 安本彩花（2021年11月）
- ナレーション：石澤典夫（元NHKアナウンサー、現・フリーアナウンサー）[注 2]

## スタッフ
- 制作統括：大古滋久 / 林一輝[37]
- プロデューサー：後藤大介
- ディレクター：藤井智康
- 映像デザイン：佃尚能
- CG制作：二ノ方誠一
- 編集：細矢周作 / 松田真奈

## 関連商品
- 『NHK「香川照之の昆虫すごいぜ！」図鑑』（NHK出版） -  vol.1が、2021年3月16日に発売。全3巻[38]。単なる「図鑑」にはとどまらず、番組収録に関する内容なども掲載されているほか、複数の特典が添付されている[39]。